# Bill McBirnie

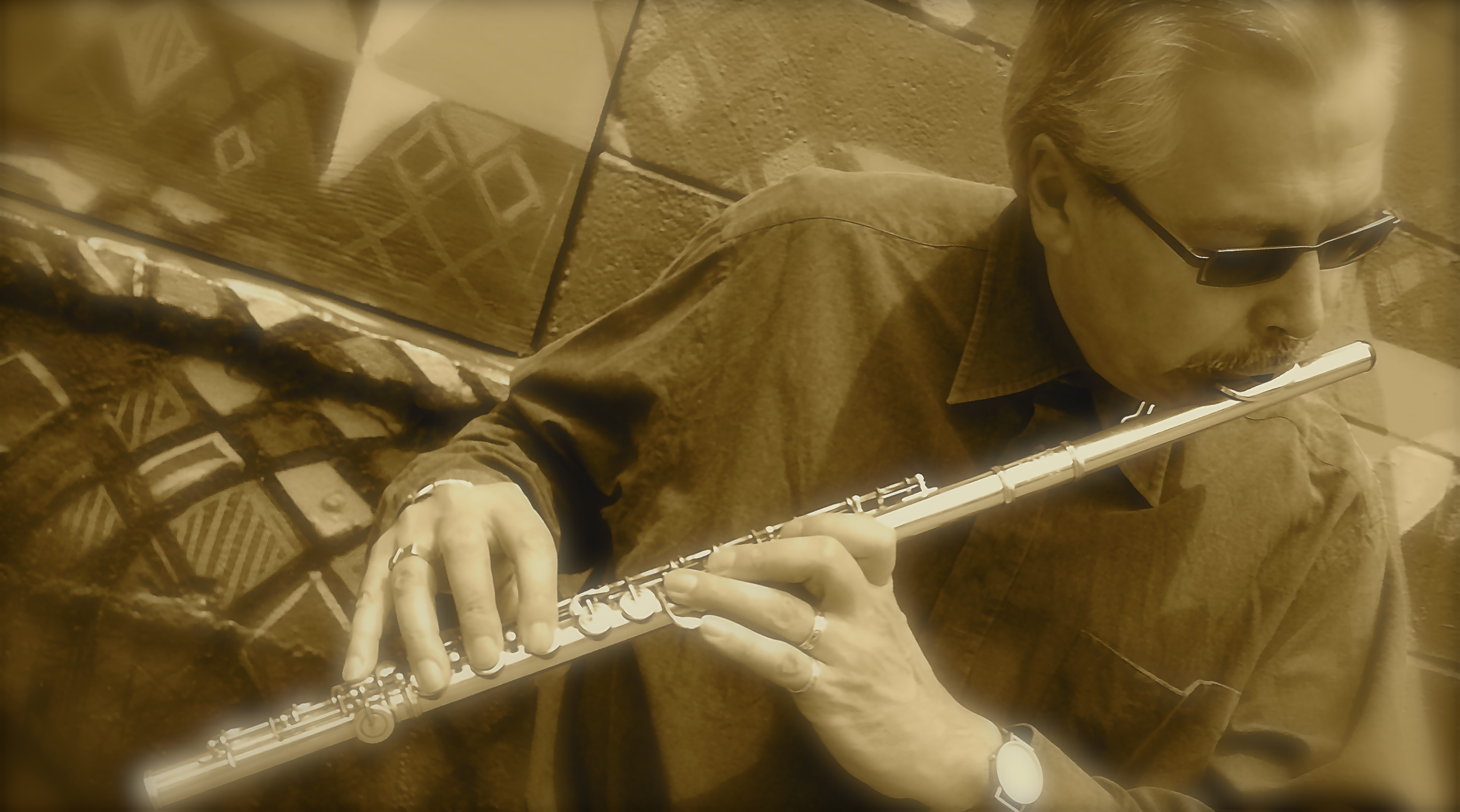
Bill McBirnie (2012)

Bill McBirnie (* 23. Mai 1953 in Port Colborne) ist ein kanadischer Jazzflötist; er spielt die gesamte Flötenfamilie, von der Piccoloflöte bis zur Bassflöte.

## Leben und Wirken
McBirnie wuchs in seiner Geburtsstadt, einer Kleinstadt in Ontario, auf. Er hat in Toronto bei Samuel Baron und Robert Aitken, aber auch bei Richard Egues studiert. Sein langes und sorgfältiges Studium sowohl der Jazz- als auch der klassischen Flöten-Techniken führte dazu, dass er bei Fachleuten für seine hervorragende Technik bekannt ist. Sein Durchbruch begann zu Beginn der 1990er Jahre. 
McBirnie ist auf Aufnahmen von Junior Mance, Irakere, Memo Acevedo, Four80East, Emilie-Claire Barlow, Diana Panton, Fern Lindzon und Eleanor Mccain zu hören; auch ist er Gründungsmitglied von Bernie Senenskys Moe Koffman Tribute Band. Unter seinem eigenen Namen hat er mehrere Alben vorgelegt, von denen die meisten hervorragende Kritiken erhalten haben. Er schreibt seit langem für die Kolumne Woodwinds des Magazins Canadian Musician.
McBirnie erhielt sowohl in Kanada als auch in des USA zahlreiche Preise und Auszeichnungen, darunter als „Flötist des Jahres“ (Jazz Report Awards), Gewinner in allen drei Wettbewerben der National Flute Association in den USA für Jazzflöte (Solist, Meisterklasse und Bigband), „Bestes Jazz-Album“ (Toronto Independent Music Awards) und Nominierung für „Bestes Jazz-Album“ (Independent Music Awards in den USA). James Galway hat ihn gebeten, als Spezialist für Jazzflöte auf Galways offizieller Webpräsenz tätig zu sein.

## Diskographische Hinweise
- Bill McBirnie / Bruce Jones: Desvio (1998)
- Scratch It! (2002)
- Bill McBirnie featuring Mark Eisenman and the Trio: Nature Boy (2003)
- Bill McBirnie Duo/Quartet: Paco Paco (2006, mit Bernie Senensky, Neil Swainson, John Sumner)
- Bill McBirnie Duo/Quartet featuring Robi Botos: Mercy (2010, mit Pat Collins und John Sumner)
- Bill McBirnie Trio: Find Your Place (2014, mit Bernie Senensky, Anthony Michelli)
- Bill McBirnie / Bruce Jones Grain of Sand (2015)
- Bill McBirnie / Bernie Senensky: The Silent Wish (2018)